# Бівер (муніципальний район)
Графство Бівер (англ. Beaver County) — муніципальний район в Канаді, у провінції Альберта.

## Населення
За даними перепису 2016 року, муніципальний район нараховував 5905 жителів, показавши зростання на 3,8%, порівняно з 2011-м роком. Середня густина населення становила 1,8 осіб/км².
З офіційних мов обидвома одночасно володіли 170 жителів, тільки англійською — 5 730, а 5 — жодною з них. Усього 540 осіб вважали рідною мовою не одну з офіційних, з них 10 — одну з корінних мов, а 85 — українську.
Працездатне населення становило 75,6% усього населення, рівень безробіття — 9,2% (12,2% серед чоловіків та 4,8% серед жінок). 68,2% були найманими працівниками, 30,5% — самозайнятими.
Середній дохід на особу становив $53 710 (медіана $40 724), при цьому для чоловіків — $65 568, а для жінок $40 279 (медіани — $54 656 та $30 096 відповідно).
28,9% мешканців мали закінчену шкільну освіту, не мали закінченої шкільної освіти — 21,1%, 49,9% мали післяшкільну освіту, з яких 15,8% мали диплом бакалавра, або вищий, 15 осіб мали вчений ступінь.
| Статево-вікова структура населення | Статево-вікова структура населення | Статево-вікова структура населення | Статево-вікова структура населення | Статево-вікова структура населення |
| ---------------------------------- | ---------------------------------- | ---------------------------------- | ---------------------------------- | ---------------------------------- |
|                                    |                                    |                                    |                                    |                                    |
| Всього                             | Всього                             | 51,9%48,1%                         |                                    |                                    |
| 0 — 14 років                       | 0 — 14 років                       |                                    | 19,1%                              | 19,1%                              |
| 15 — 64 років                      | 15 — 64 років                      |                                    | 65,5%                              | 65,5%                              |
| 65 і більше                        | 65 і більше                        |                                    | 15,3%                              | 15,3%                              |
| 85 і більше                        | 85 і більше                        |                                    | 0,8%                               | 0,8%                               |
| Середній вік (років)               | Середній вік (років)               | 40,340,2                           | 40,3                               | 40,3                               |
| Медіана (років)                    | Медіана (років)                    | 42,242,1                           | 42,1                               | 42,1                               |
| — чоловіки — жінки                 |                                    |                                    |                                    |                                    |

| Походження мешканців:     | Походження мешканців:     | Походження мешканців: | Походження мешканців: | Походження мешканців: |
| ------------------------- | ------------------------- | --------------------- | --------------------- | --------------------- |
| Походження                |                           |                       | осіб                  | %                     |
| Корінні американці        | Корінні американці        |                       | 275                   | 4.98%                 |
| Інше північноамериканське | Інше північноамериканське |                       | 1 465                 | 26.54%                |
| Європейське               | Європейське               |                       | 4 575                 | 82.88%                |
| британське                | британське                |                       | 2 605                 | 47.19%                |
| французьке                | французьке                |                       | 560                   | 10.14%                |
| українське                | українське                |                       | 1 045                 | 18.93%                |
| Карибське                 | Карибське                 |                       | 25                    | 0.45%                 |
| Латинськоамериканське     | Латинськоамериканське     |                       | 30                    | 0.54%                 |
| Африканське               | Африканське               |                       | 15                    | 0.27%                 |
| Азійське                  | Азійське                  |                       | 75                    | 1.36%                 |

| Зайнятість населення за галузями (за класифікацією NOC): | Зайнятість населення за галузями (за класифікацією NOC): | Зайнятість населення за галузями (за класифікацією NOC): | Зайнятість населення за галузями (за класифікацією NOC): | Зайнятість населення за галузями (за класифікацією NOC): |
| -------------------------------------------------------- | -------------------------------------------------------- | -------------------------------------------------------- | -------------------------------------------------------- | -------------------------------------------------------- |
|                                                          |                                                          |                                                          |                                                          |                                                          |
| Управління                                               | Управління                                               |                                                          | 17,5%                                                    | 17,5%                                                    |
| Бізнес, фінанси та адміністрування                       | Бізнес, фінанси та адміністрування                       |                                                          | 11,7%                                                    | 11,7%                                                    |
| Природничі та прикладні науки                            | Природничі та прикладні науки                            |                                                          | 4,8%                                                     | 4,8%                                                     |
| Охорона здоров'я                                         | Охорона здоров'я                                         |                                                          | 6%                                                       | 6%                                                       |
| Освіта, правозахист, муніципальні та урядові служби      | Освіта, правозахист, муніципальні та урядові служби      |                                                          | 5,9%                                                     | 5,9%                                                     |
| Мистецтво, культура, відпочинок та спорт                 | Мистецтво, культура, відпочинок та спорт                 |                                                          | 3%                                                       | 3%                                                       |
| Роздрібна торгівля та послуги                            | Роздрібна торгівля та послуги                            |                                                          | 11,3%                                                    | 11,3%                                                    |
| Гуртова торгівля, транспорт та обладнання                | Гуртова торгівля, транспорт та обладнання                |                                                          | 28,9%                                                    | 28,9%                                                    |
| Природні ресурси, сільське господарство                  | Природні ресурси, сільське господарство                  |                                                          | 8,3%                                                     | 8,3%                                                     |
| Виробництво                                              | Виробництво                                              |                                                          | 2,6%                                                     | 2,6%                                                     |

## Населені пункти
До складу муніципального району входять містечка Тофілд, Вікінг, села Райлі, Голден, а також хутори, інші малі населені пункти та розосереджені поселення.

## Клімат
Середня річна температура становить 2,3°C, середня максимальна – 21,4°C, а середня мінімальна – -20,6°C. Середня річна кількість опадів – 409 мм.
| Клімат поселення                              | Клімат поселення | Клімат поселення | Клімат поселення | Клімат поселення | Клімат поселення | Клімат поселення | Клімат поселення | Клімат поселення | Клімат поселення | Клімат поселення | Клімат поселення | Клімат поселення | Клімат поселення |
| Показник                                      | Січ.             | Лют.             | Бер.             | Квіт.            | Трав.            | Черв.            | Лип.             | Серп.            | Вер.             | Жовт.            | Лист.            | Груд.            |                  |
| Середній максимум, °C                         | −7,81            | −4,84            | 1,20             | 10,42            | 16,72            | 21,02            | 21,40            | 20,61            | 15,27            | 9,34             | −0,76            | −7,22            |                  |
| Середня температура, °C                       | −14,23           | −11,26           | −5,2             | 4,00             | 10,30            | 14,60            | 16,56            | 15,78            | 10,44            | 4,50             | −5,58            | −12,06           |                  |
| Середній мінімум, °C                          | −20,64           | −17,67           | −11,62           | −2,4             | 3,90             | 8,20             | 11,71            | 10,92            | 5,60             | −0,3             | −10,43           | −16,89           |                  |
| Норма опадів, мм                              | 17               | 11               | 18               | 27               | 40               | 70               | 81               | 59               | 41               | 16               | 15               | 14               |                  |
| Середньомісячна швидкість вітру, м/с          | 3.33             | 3.30             | 3.50             | 3.80             | 3.80             | 3.50             | 3.24             | 3.10             | 3.23             | 3.40             | 3.50             | 3.40             |                  |
| Середньомісячна сонячна радіація, кДж/м²·день | 3604             | 7173             | 12320            | 17349            | 20743            | 22044            | 22358            | 18755            | 12762            | 7636             | 3853             | 2613             |                  |
| --------------------------------------------- | ---------------- | ---------------- | ---------------- | ---------------- | ---------------- | ---------------- | ---------------- | ---------------- | ---------------- | ---------------- | ---------------- | ---------------- | ---------------- |
| Джерело:                                      |                  |                  |                  |                  |                  |                  |                  |                  |                  |                  |                  |                  |                  |